# Chi Trang (họ Thiến thảo)
Chi Trang hay chi Đơn (danh pháp khoa học: Ixora), gồm các loài trang, đơn, lấu, là một chi thực vật có hoa thuộc họ Thiến thảo (Rubiaceae). Chi này hiện nay bao gồm khoảng 500 - 560 loài cây nhiệt đới thường xanh. Vùng phân bố chủ yếu của các loài trong họ này là ở các vùng nhiệt đới châu Á, châu Phi, trên các đảo Thái Bình Dương và vùng châu Mỹ la tinh.
Các loài cây trong chi này chủ yếu phát triển ở dạng cây bụi và gỗ nhỏ mọc thẳng đứng, ít khi là cây dây leo (ngoại trừ loài Ixora hekouensis. Lá chủ yếu là lá đơn nguyên mọc đối chữ thập, lá cây có thể dài từ 10 đến 20 cm; vào mùa hè, cây cho các chùm hoa gồm rất nhiều hoa nhỏ. Các loài này còn được dùng để trồng làm bờ giậu. Tại các vùng nhiệt đới, cây cho hoa quanh năm.
Các loài trang đỏ thường được sử dụng để thờ cúng trong Ấn Độ giáo, cũng như dùng trong các thuốc chữa bệnh dân gian Ấn Độ.

## Các loài
Chi Ixora còn có các tên đồng nghĩa khác như: Schetti Adans., Sideroxyloides Jacq., Patabea Aubl., Myonima Comm. ex A.Juss., Siderodendrum Schreb., Bemsetia Raf., Panchezia Montrouz., Charpentiera Vieill., Hitoa Nadeaud, Versteegia Valeton, Becheria Ridl., Thouarsiora Homolle ex Arènes, Captaincookia N.Hallé, Doricera Verdc., Tsiangia But, H.H.Hsue & P.T.Li
| - Ixora accedens Valeton - Ixora aciculiflora Bremek. - Ixora acuminatissima Müll.Arg. - Ixora acuticauda Bremek. - Ixora aegialodes Bremek. - Ixora agasthyamalayana Sivad. & N.Mohanan - Ixora aggregata Hutch. - Ixora agostiniana Steyerm. - Ixora akkeringae (Teijsm. & Binn.) Valeton ex Bremek. - Ixora alba L. - Ixora albersii K.Schum. - Ixora aluminicola Steyerm. - Ixora amapaensis Steyerm. - Ixora amherstiensis \|Bremek. - Ixora amplexicaulis Gillespie - Ixora amplexifolia K.Schum. & Lauterb. - Ixora amplifolia A.Gray - Ixora andamanensis Bremek. - Ixora aneimenodesma K.Schum. - Ixora aneityensis Guillaumin - Ixora angustilimba Merr. - Ixora aoupinieensis Hoang & Mouly - Ixora araguaiensis Delprete - Ixora archboldii Bremek. - Ixora arestantha A.C.Sm. - Ixora asme Guillaumin - Ixora athroantha Bremek. - Ixora auricularis Chun & How ex W.Ko - Ixora auriculata Elmer - Ixora aurorea Ridl. - Ixora backeri Bremek. - Ixora bahiensis Benth. - Ixora baileyana Bridson & L.G.Adams - Ixora balakrishnii Deb & Rout - Ixora balansae Pit. - Ixora baldwinii Keay - Ixora balinensis Bremek. - Ixora bancana Bremek. - Ixora banjoana K.Krause - Ixora barbata Roxb. ex Sm. - Ixora barberae Bremek. - Ixora bartlingii Elmer - Ixora batesii Wernham - Ixora batuensis Bremek. - Ixora bauchiensis Hutch. & Dalziel - Ixora beckleri Benth. - Ixora beddomei T.Husain & S.R.Paul - Ixora bemangidiensis Guédès - Ixora betongensis Craib - Ixora bibracteata Elmer - Ixora biflora Fosberg - Ixora birmahica Bremek. - Ixora blumei Zoll. & Moritzi - Ixora borboniae Mouly & B.Bremer - Ixora borneensis (Miq.) Boerl. - Ixora bougainvilliae Bremek. - Ixora brachiata Roxb. - Ixora brachyantha Merr. - Ixora brachyanthera Bremek. - Ixora brachycotyla Bremek. - Ixora brachypoda DC. - Ixora brachypogon Bremek. - Ixora brachyura Bremek. - Ixora bracteata Cheeseman - Ixora bracteolaris Müll.Arg. - Ixora bracteolata Craib - Ixora brandisiana Kurz - Ixora brassii S.Moore - Ixora brevicaudata Bremek. - Ixora brevifolia Benth. - Ixora breviloba Bremek. - Ixora brevipedunculata - Ixora brunnescens - Ixora brunonis - Ixora bullata - Ixora burundiensis - Ixora butterwickii - Ixora buxina - Ixora calcicola - Ixora calliantha - Ixora callithyrsa - Ixora calycina - Ixora cambodiana - Ixora capillaris - Ixora capitulifera - Ixora capituliflora - Ixora carewii - Ixora casei - Ixora caudata - Ixora cauliflora - Ixora celebica - Ixora cephalophora - Ixora ceramensis - Ixora chartacea - Ixora chinensis - Ixora cibdela - Ixora cincta - Ixora clandestina - Ixora clarae - Ixora clementium - Ixora clerodendron - Ixora coccinea - Ixora coffeoides - Ixora collina - Ixora comptonii - Ixora concinna - Ixora conferta - Ixora confertiflora - Ixora confertior - Ixora congesta - Ixora congestiflora - Ixora coralloraphis - Ixora cordata - Ixora cordifolia - Ixora coriifolia - Ixora coronata - Ixora cowanii - Ixora crassifolia - Ixora crassipes - Ixora cremixora - Ixora cumingiana - Ixora cuneata - Ixora cuneifolia - Ixora curtisii - Ixora cuspidata - Ixora daemonia - Ixora davisii - Ixora deciduiflora - Ixora decora - Ixora decus-silvae - Ixora delicatula - Ixora deliensis - Ixora delpyana - Ixora densiflora - Ixora densithyrsa - Ixora diversifolia - Ixora djambica { - Ixora dolichophylla - Ixora dolichothyrsa - Ixora dongnaiensis - Ixora doreensis - Ixora dorgelonis - Ixora duckei - Ixora dzumacensis - Ixora ebracteolata - Ixora effusa - Ixora elegans - Ixora elisae - Ixora elongata - Ixora eludens - Ixora emirnensis - Ixora endertii - Ixora engganensis - Ixora ensifolia - Ixora eriantha - Ixora erythrocarpa - Ixora eugenioides - Ixora euosmia - Ixora fallax - Ixora farinosa - Ixora faroensis - Ixora fastigiata - Ixora ferrea - Ixora filiflora - Ixora filipendula - Ixora filipes - Ixora filmeri - Ixora finlaysoniana - Ixora flagrans - Ixora flavescens - Ixora floribunda - Ixora florida - Ixora foliicalyx - Ixora foliosa - Ixora foonchewii - Ixora forbesii - Ixora fragrans - Ixora francavillana - Ixora francii - Ixora fucosa - Ixora fugiens - Ixora fulgens - Ixora fulgida | - Ixora fulviflora - Ixora funckii - Ixora fusca - Ixora fuscescens - Ixora gamblei - Ixora gardneriana - Ixora gibbsiae - Ixora gigantea - Ixora gigantifolia - Ixora glaucina - Ixora glomeruliflora - Ixora goalparensis - Ixora graciliflora - Ixora grandifolia - Ixora granulata - Ixora greenwoodiana - Ixora guillotii - Ixora guineensis - Ixora guluensis - Ixora gyropogon - Ixora hainanensis - Ixora hajupensis - Ixora hallieri - Ixora hartiana - Ixora harveyi - Ixora havilandii - Ixora helwigii - Ixora henryi - Ixora heterodoxa - Ixora hiernii - Ixora himantophylla - Ixora hippoperifera - Ixora homolleae - Ixora hookeri - Ixora hymenophylla - Ixora ilocana - Ixora imitans - Ixora inaequifolia - Ixora inexpecta - Ixora inodora - Ixora insignis - Ixora insularum - Ixora intensa - Ixora intermedia - Ixora intropilosa - Ixora inundata - Ixora irosinensis - Ixora irwinii - Ixora iteaphylla - Ixora iteoidea - Ixora ixoroides - Ixora jacobsonii - Ixora jaherii - Ixora javanica - Ixora johnsonii - Ixora jourdanii - Ixora jucunda - Ixora junghuhnii - Ixora kachinensis - Ixora kaniensis - Ixora karimatica - Ixora katchalensis - Ixora kavalliana - Ixora keenanii - Ixora keithii - Ixora kerrii - Ixora kerstingii - Ixora keyensis - Ixora killipii - Ixora kinabaluensis - Ixora kingdon-wardii - Ixora kingstoni - Ixora kjellbergii - Ixora knappiae - Ixora koordersii - Ixora korthalsiana - Ixora krewanhensis - Ixora kuakuensis - Ixora kurziana - Ixora labuanensis - Ixora lacei - Ixora lacuum - Ixora lakshnakarae - Ixora lanceolaria - Ixora lanceolata - Ixora lancisepala - Ixora laotica - Ixora laurentii - Ixora lawsonii - Ixora laxiflora - Ixora le-testui - Ixora lebangharae - Ixora lecardii - Ixora ledermannii - Ixora leptopus - Ixora leucocarpa - Ixora leytensis - Ixora liberiensis - Ixora linggensis - Ixora littoralis - Ixora lobbii - Ixora loerzingii - Ixora longibracteata - Ixora longiloba - Ixora longipedunculata - Ixora longipes - Ixora longissima - Ixora longistipula - Ixora lucida - Ixora lunutica - Ixora luzoniensis - Ixora macgregorii - Ixora macilenta - Ixora macrantha - Ixora macrocotyla - Ixora macrophylla - Ixora macrosiphon - Ixora macrothyrsa - Ixora magnifica - Ixora makassarica - Ixora malabarica - Ixora malacophylla - Ixora malaica - Ixora malayana - Ixora mandalayensis - Ixora mangabensis - Ixora mangoliensis - Ixora margaretae (đồng nghĩa: Captaincookia margaretae, trước năm 2009 nó là loài duy nhất của chi đơn loài) - Ixora marquesensis - Ixora marsdenii - Ixora martinsii - Ixora maxima - Ixora maymyensis - Ixora mearnsii - Ixora meeboldii - Ixora megalothyrsa - Ixora mekongensis - Ixora membranifolia - Ixora mentangis - Ixora mercaraica - Ixora merguensis - Ixora microphylla - Ixora mildbraedii - Ixora miliensis - Ixora minahassae - Ixora mindanaensis - Ixora minor - Ixora minutiflora - Ixora miquelii - Ixora mirabilis - Ixora mjoebergii - Ixora mocquerysii - Ixora mollirama - Ixora moluccana - Ixora mooreensis - Ixora moszkowskii - Ixora motleyi - Ixora mucronata - Ixora muelleri - Ixora myitkyinensis - Ixora myriantha - Ixora myrsinoides - Ixora myrtifolia - Ixora namatanaica - Ixora nana - Ixora nandarivatensis - Ixora narcissodora - Ixora natunensis - Ixora nematopoda - Ixora neocaledonica - Ixora neriifolia - Ixora nicaraguensis - Ixora nicobarica - Ixora nienkui - Ixora nigerica - Ixora nigricans - Ixora nimbana - Ixora nitens - Ixora nitidula - Ixora nonantha - Ixora notoniana - Ixora novemnervia | - Ixora novoguineensis - Ixora oblongifolia - Ixora obtusiloba - Ixora odoratiflora - Ixora oligantha - Ixora ooumuensis - Ixora opaca - Ixora oreogena - Ixora oresitropha - Ixora orohenensis - Ixora orophila - Ixora orovilleae - Ixora otophora - Ixora ovalifolia - Ixora palawaensis - Ixora palembangensis - Ixora paludosa - Ixora panurensis - Ixora paradoxalis - Ixora paraopaca - Ixora paraopara - Ixora parkeri - Ixora parviflora - Ixora patens - Ixora patula - Ixora pauciflora - Ixora pauper - Ixora pavetta - Ixora peculiaris - Ixora pedionoma - Ixora pelagica - Ixora pendula - Ixora peruviana - Ixora phellopus - Ixora philippinensis - Ixora phuluangensis - Ixora pierrei - Ixora pilosa - Ixora piresii - Ixora platythyrsa - Ixora polita - Ixora polyantha - Ixora polycephala - Ixora potaroensis - Ixora praestans - Ixora praetermissa - Ixora prolixa - Ixora pseudoacuminata - Ixora pseudoamboinica - Ixora pseudojavanica - Ixora pubescens - Ixora pubiflora - Ixora pubifolia - Ixora pubigera - Ixora pubirama - Ixora pudica - Ixora pueuana - Ixora pyrantha - Ixora pyrrhostaura - Ixora queenslandica - Ixora raiateensis - Ixora raivavaensis - Ixora rakotonasoloi - Ixora rangonensis - Ixora recurva - Ixora reducta - Ixora reticulata - Ixora rhododactyla - Ixora richardiana - Ixora ridsdalei - Ixora riparum - Ixora rivalis - Ixora robinsonii - Ixora roemeri - Ixora romburghii - Ixora rosacea - Ixora roseituba - Ixora rubrinervis - Ixora rufa - Ixora rugosirama - Ixora rugulosa - Ixora ruttenii - Ixora sabangensis - Ixora salicifolia - Ixora salwenensis - Ixora samarensis - Ixora sambiranensis - Ixora samoensis - Ixora sandwithiana - Ixora saulierei - Ixora scandens - Ixora scheffleri - Ixora schlechteri - Ixora schomburgkiana - Ixora scortechinii - Ixora seretii - Ixora sessililimba - Ixora setchellii - Ixora siamensis - Ixora siantanensis - Ixora simalurensis - Ixora siphonantha - Ixora sivarajiana - Ixora smeruensis - Ixora solomonensis - Ixora solomonensium - Ixora somosomaensis - Ixora sparsiflora - Ixora sparsifolia - Ixora spathoidea - Ixora spectabilis - Ixora spirei - Ixora spruceana - Ixora st-johnii - Ixora steenisii - Ixora stenophylla - Ixora stenothyrsa - Ixora stenura - Ixora stipulata - Ixora stokesii - Ixora storckii - Ixora subauriculata - Ixora subsessilis - Ixora sulaensis - Ixora sumbawensis - Ixora symphorantha - Ixora synactica - Ixora syringiflora - Ixora tahuataensis - Ixora talaudensis - Ixora tanzaniensis - Ixora tavoyana - Ixora temehaniensis - Ixora temptans - Ixora tenelliflora - Ixora tengerensis - Ixora tenuiflora - Ixora tenuifolia - Ixora tenuipedunculata - Ixora tenuis - Ixora thwaitesii - Ixora tibetana - Ixora tidorensis - Ixora tigriomustax - Ixora timorensis - Ixora treubii - Ixora triantha - Ixora trichandra - Ixora trichobotrys - Ixora trichocalyx - Ixora trilocularis - Ixora trimera - Ixora tsangii - Ixora tubiflora - Ixora tunicata - Ixora uahukaensis - Ixora uapouensis - Ixora umbellata - Ixora umbricola - Ixora undulata - Ixora upolensis - Ixora urophylla - Ixora valetoniana - Ixora vaughanii - Ixora venezuelica - Ixora venulosa - Ixora venusta - Ixora versteegii - Ixora verticillata - Ixora vieillardii - Ixora violacea - Ixora vitiensis - Ixora whitei - Ixora winkleri - Ixora woodii - Ixora yaouhensis - Ixora yavitensis - Ixora ysabellae - Ixora yunckeri - Ixora yunnanensis - Ixora zollingeriana |

## Hình ảnh

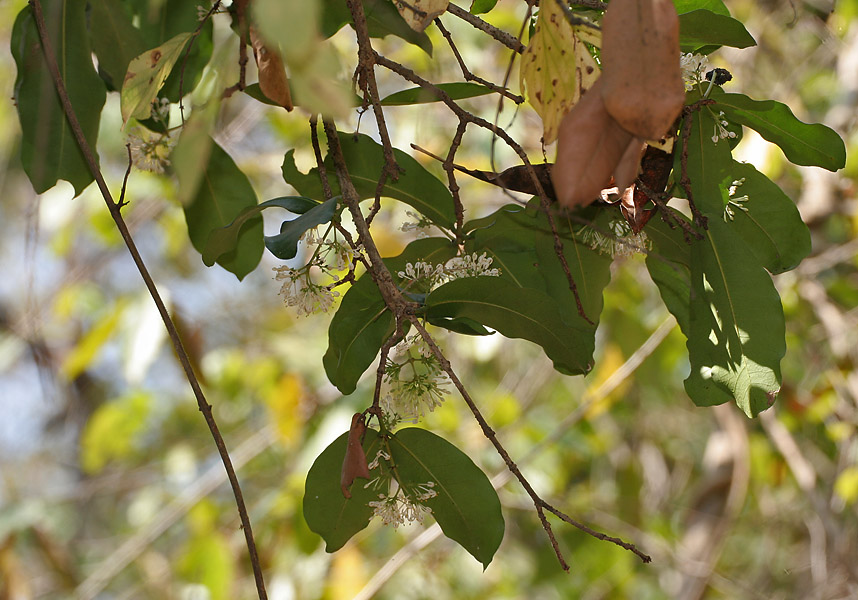
Ixora brachiata
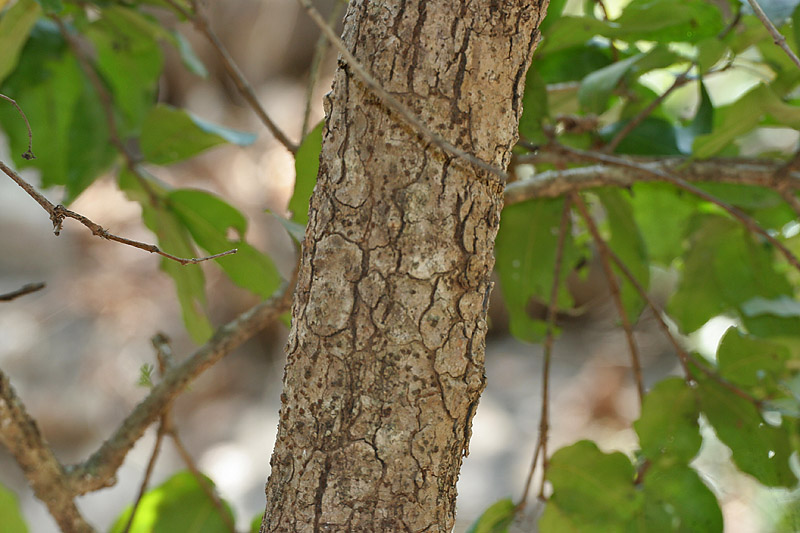
Ixora brachiata
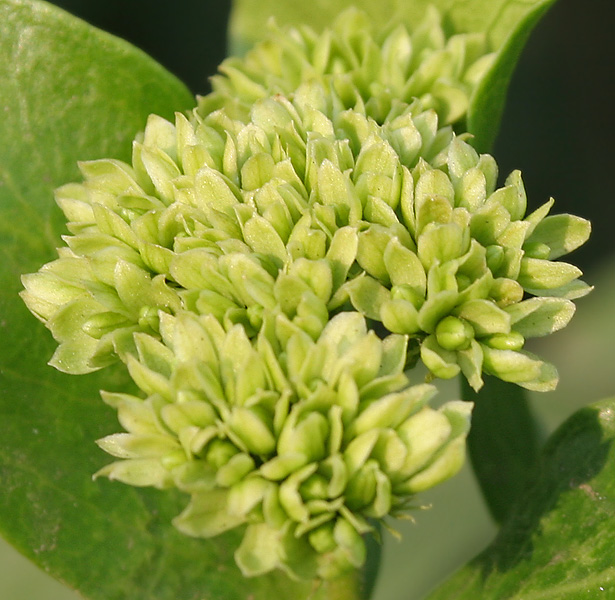
Ixora pavetta
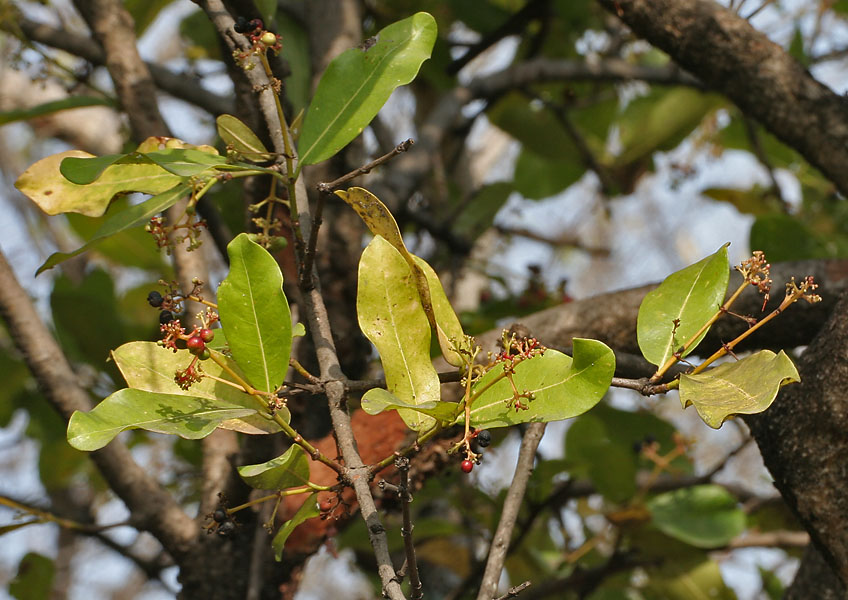
Ixora pavetta
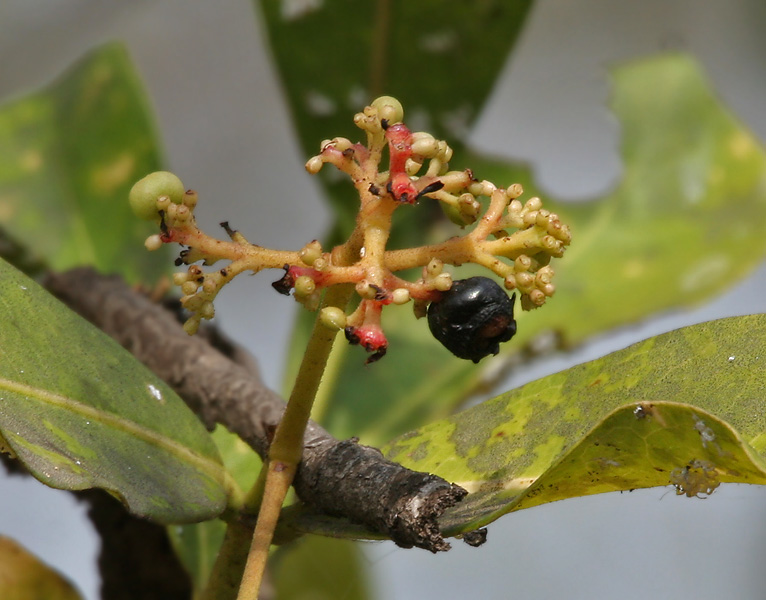
Ixora pavetta
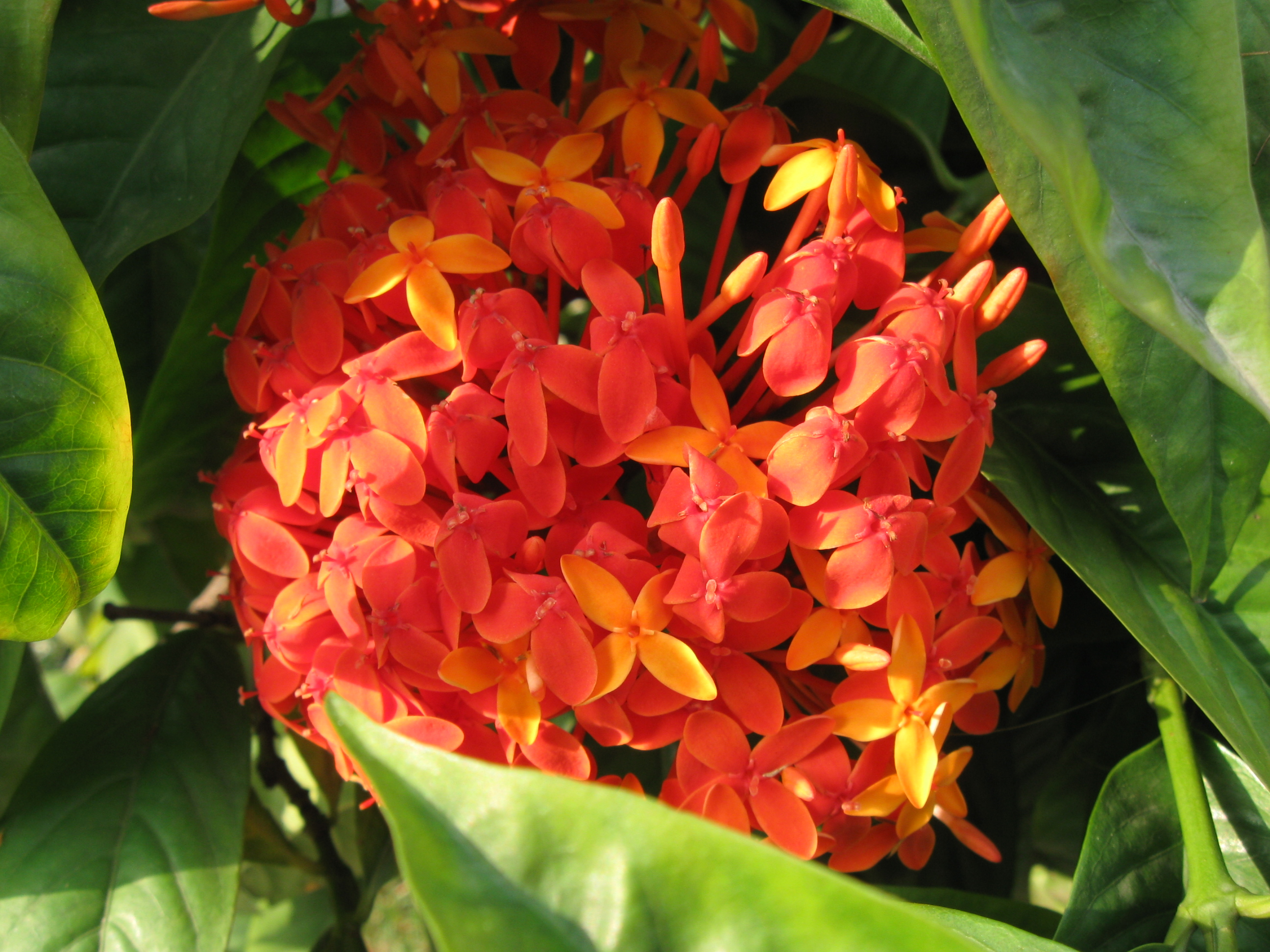
Ixora pavetta
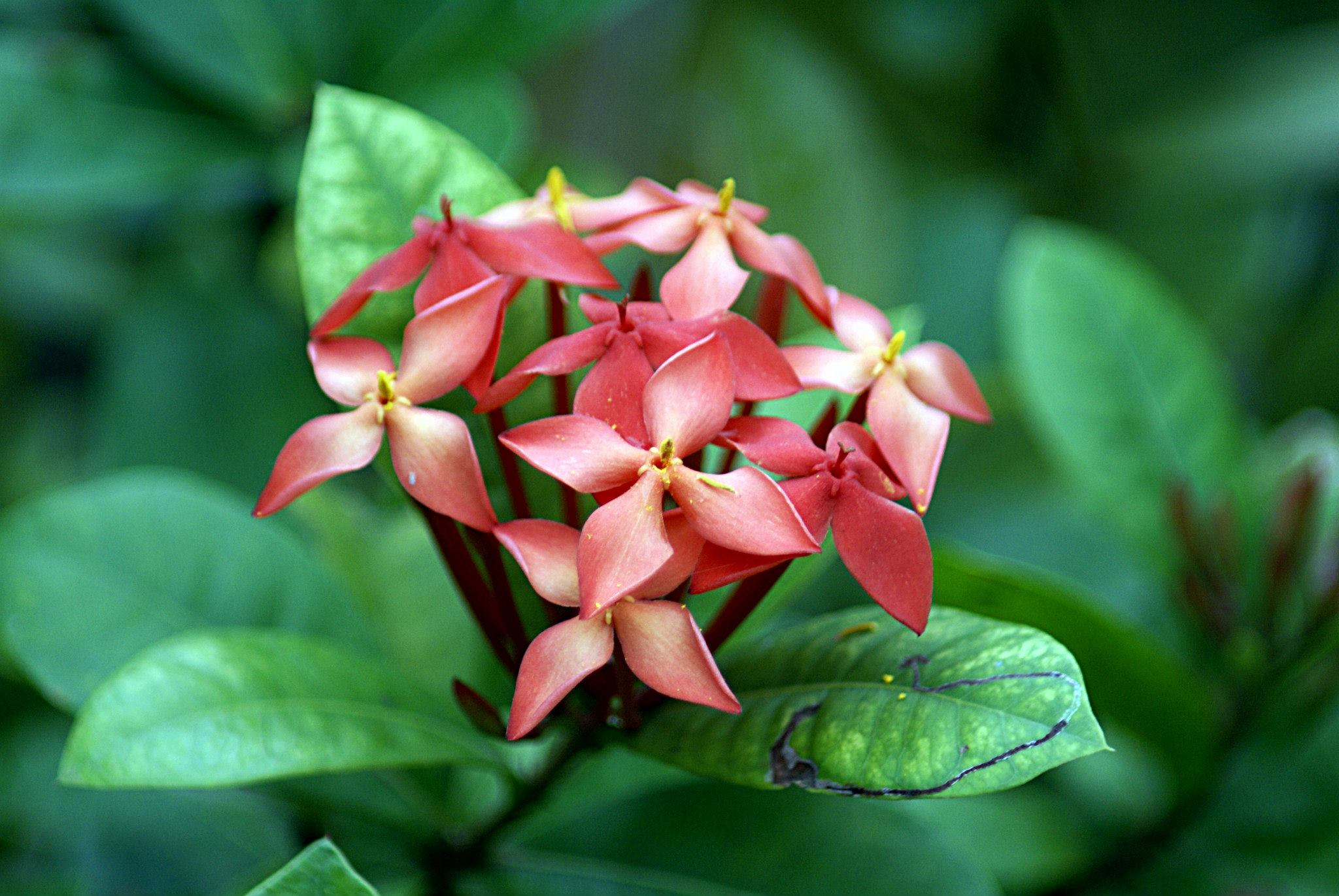
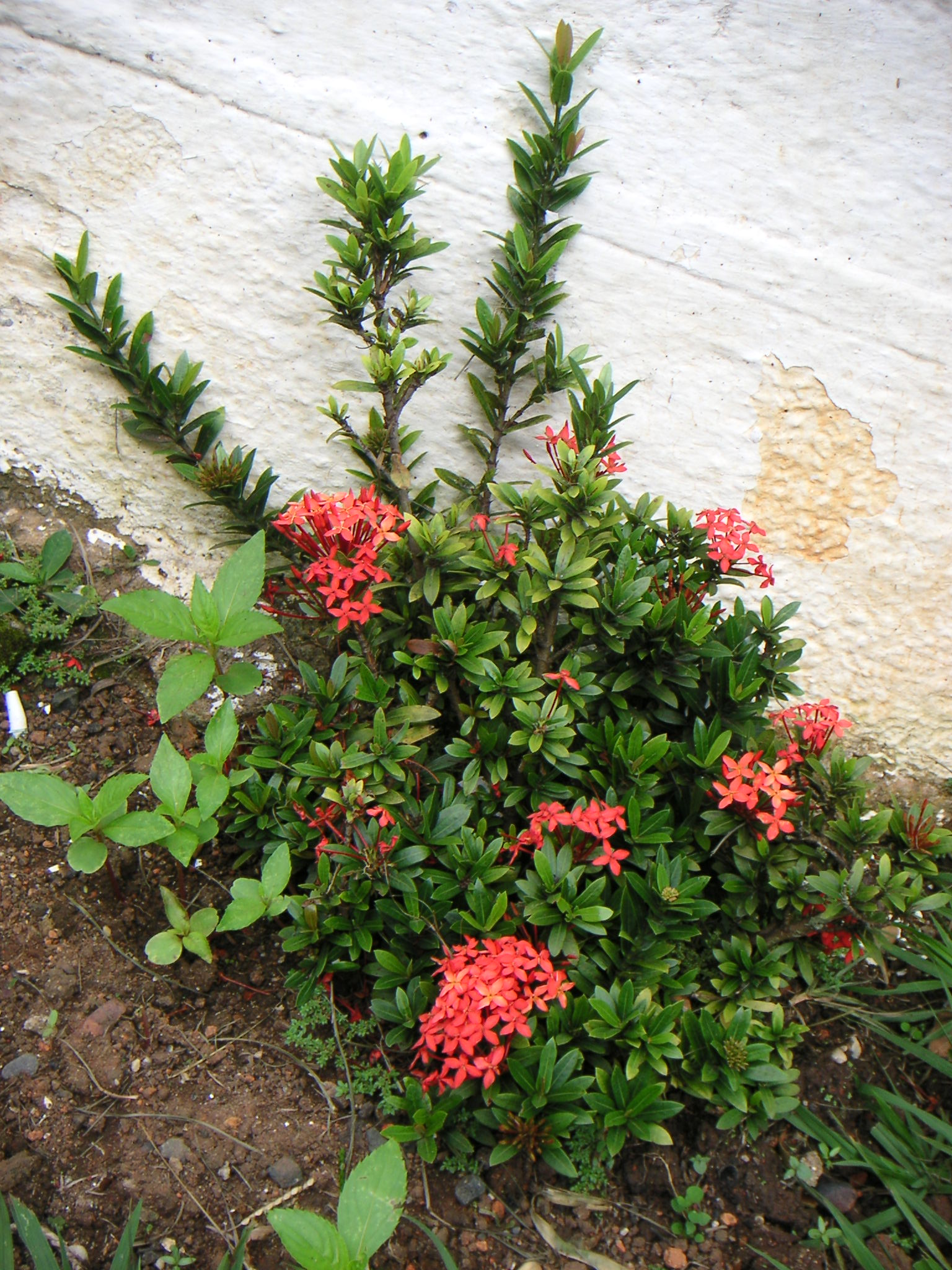
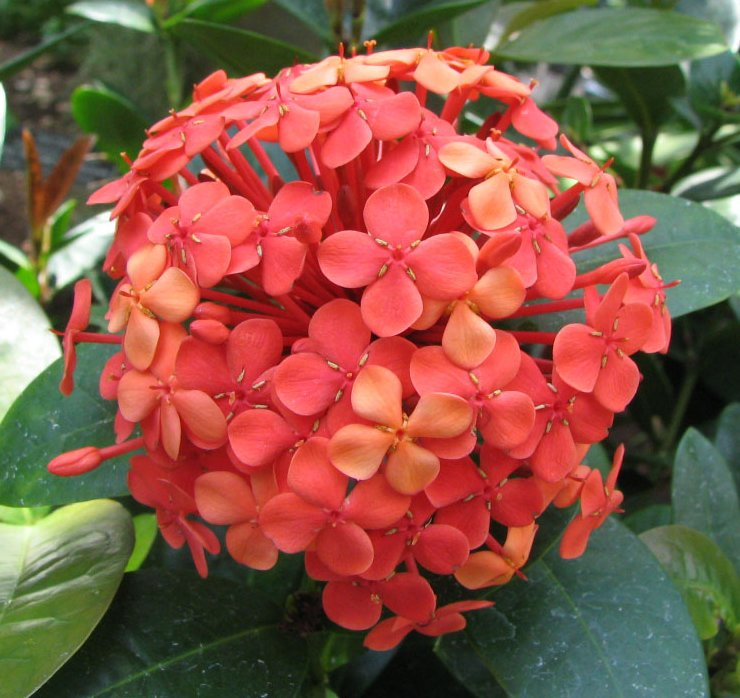
Ixora coccinea
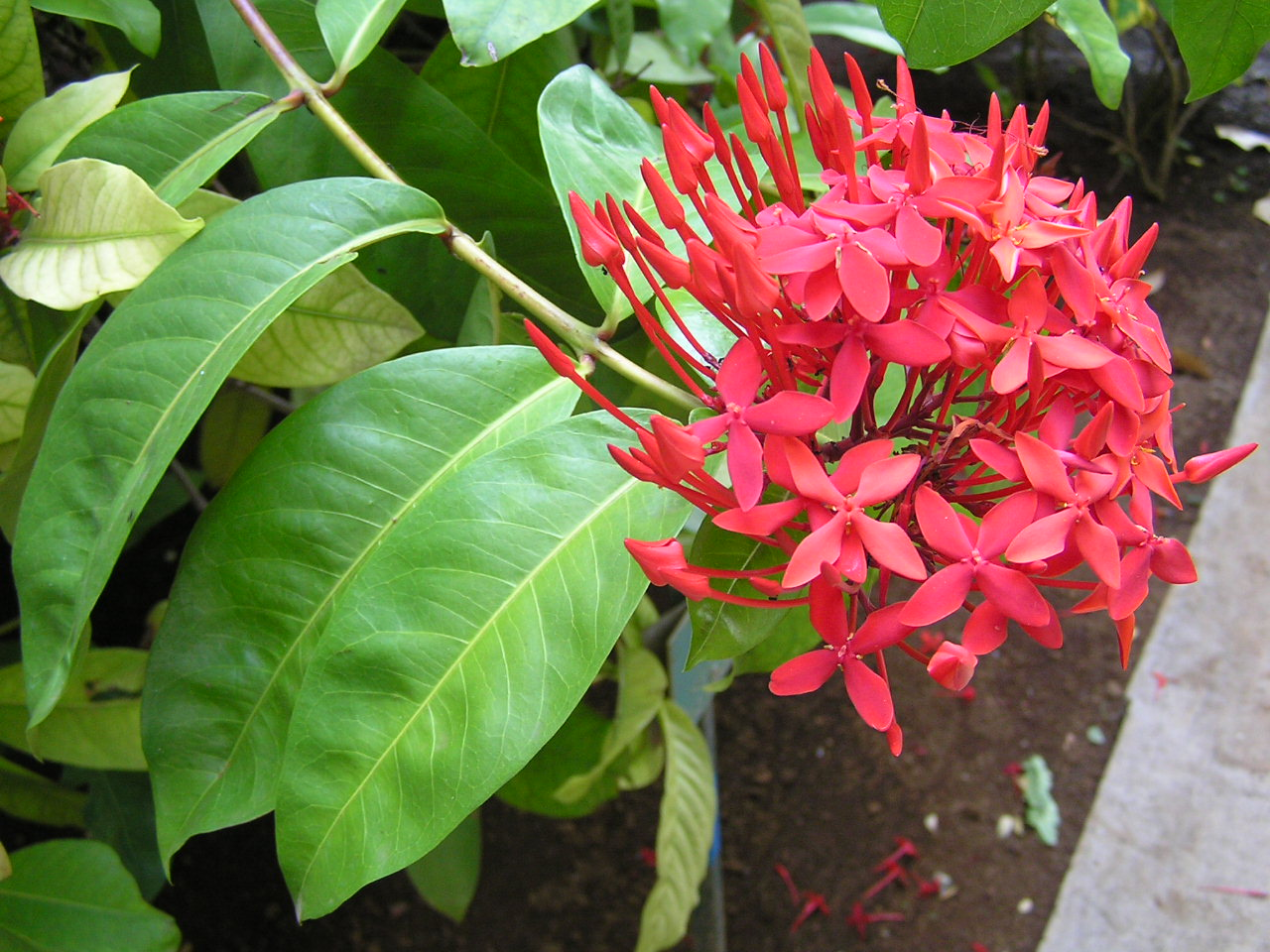
Ixora chinensis
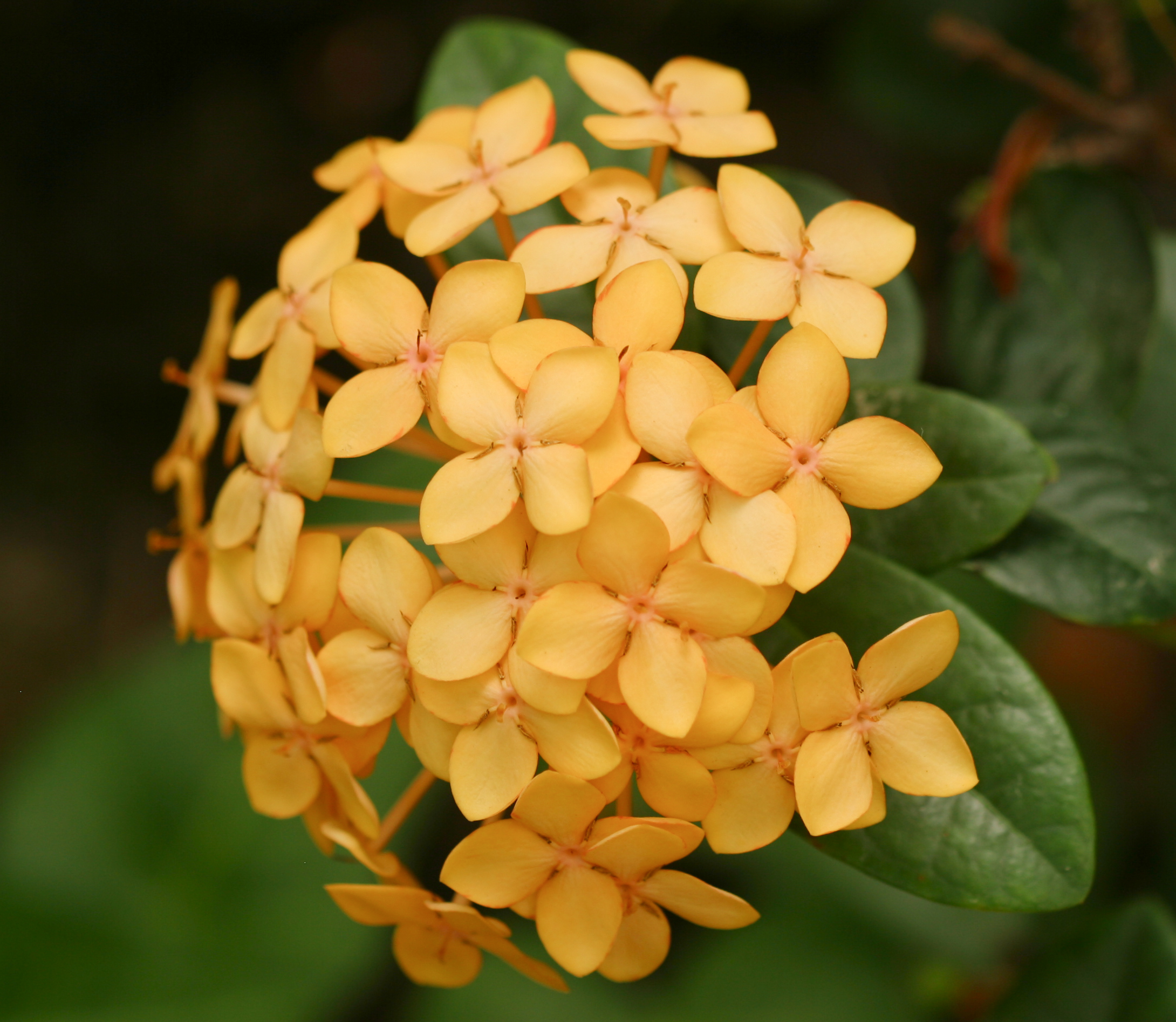
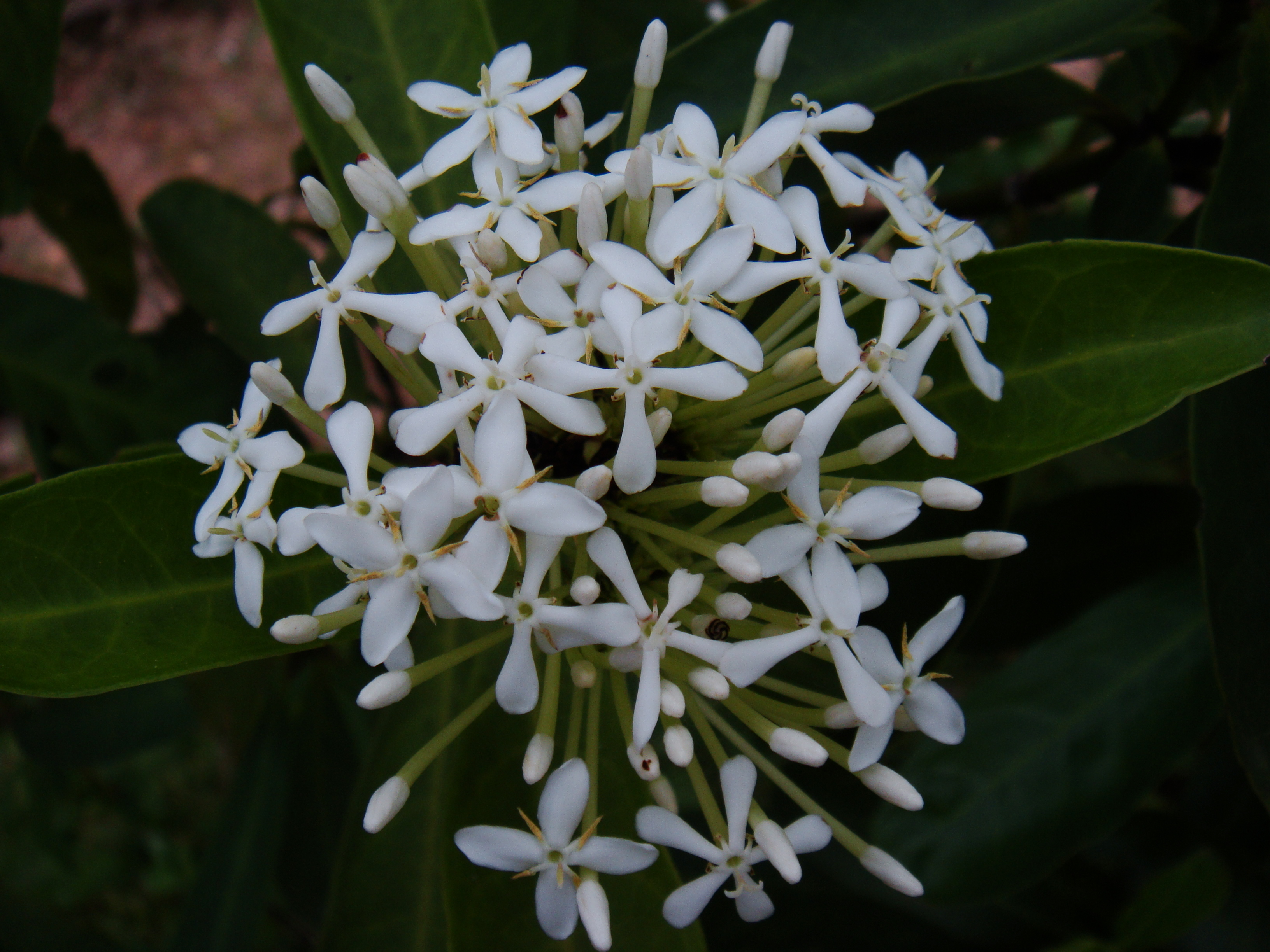
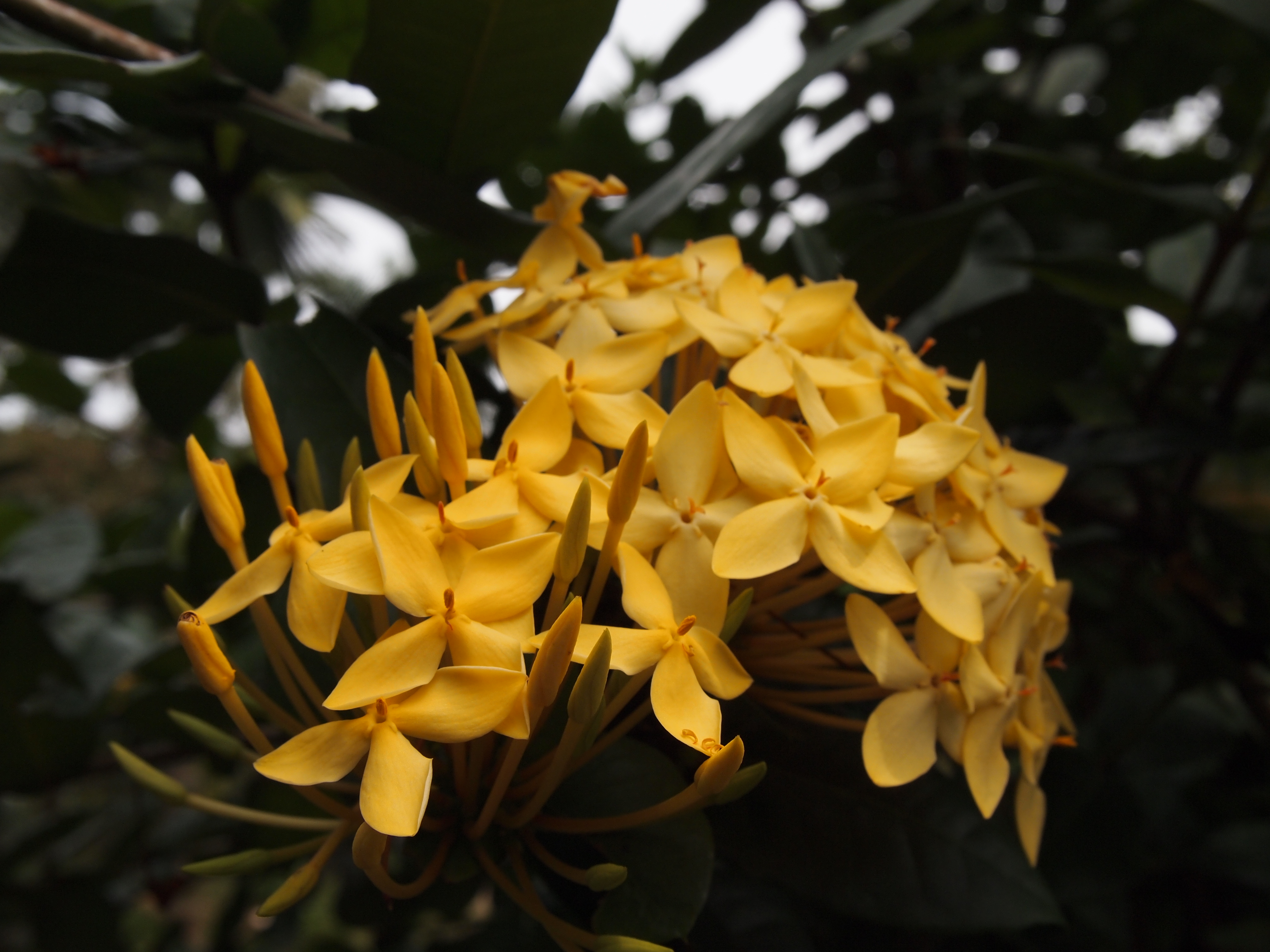
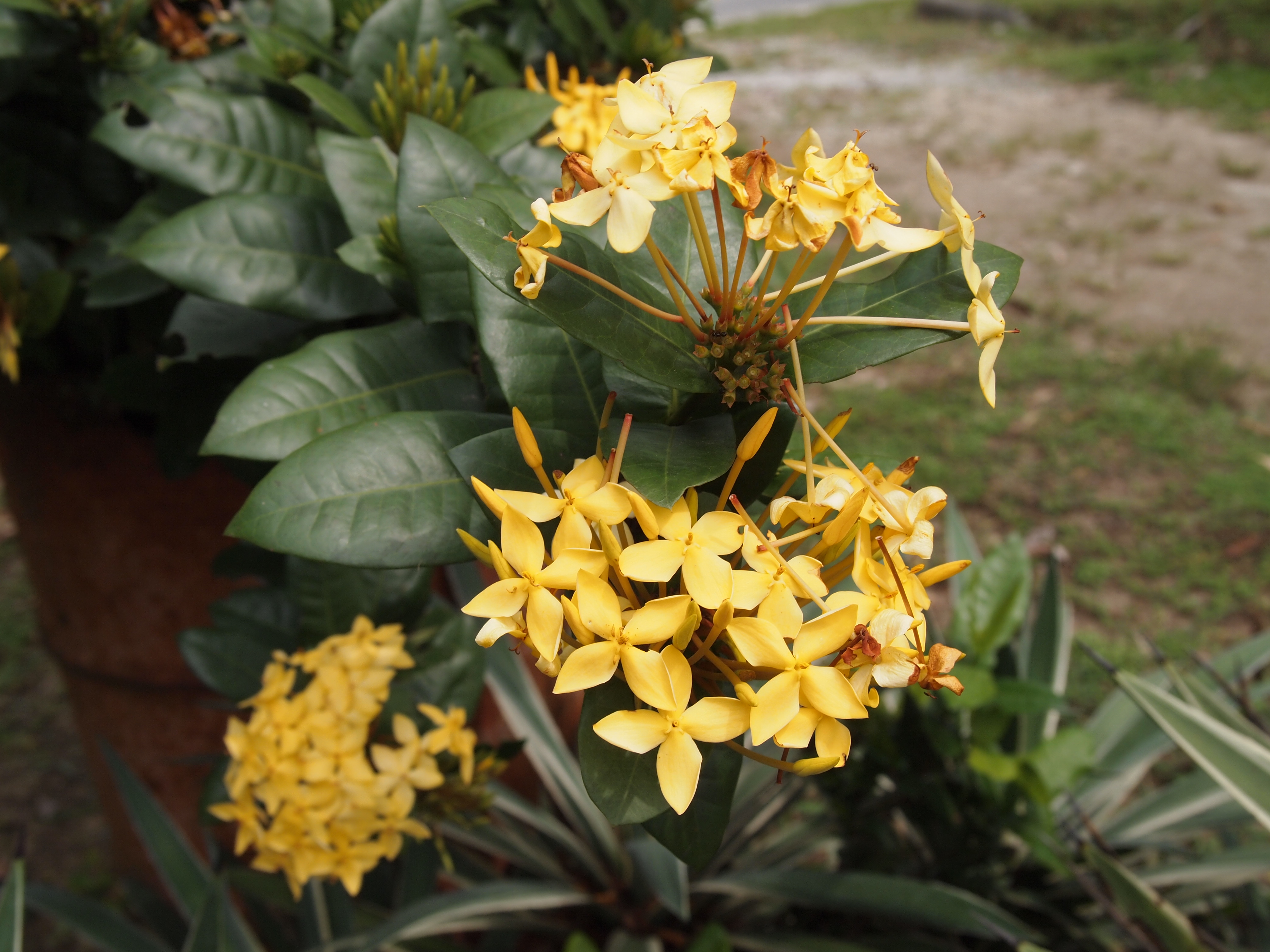
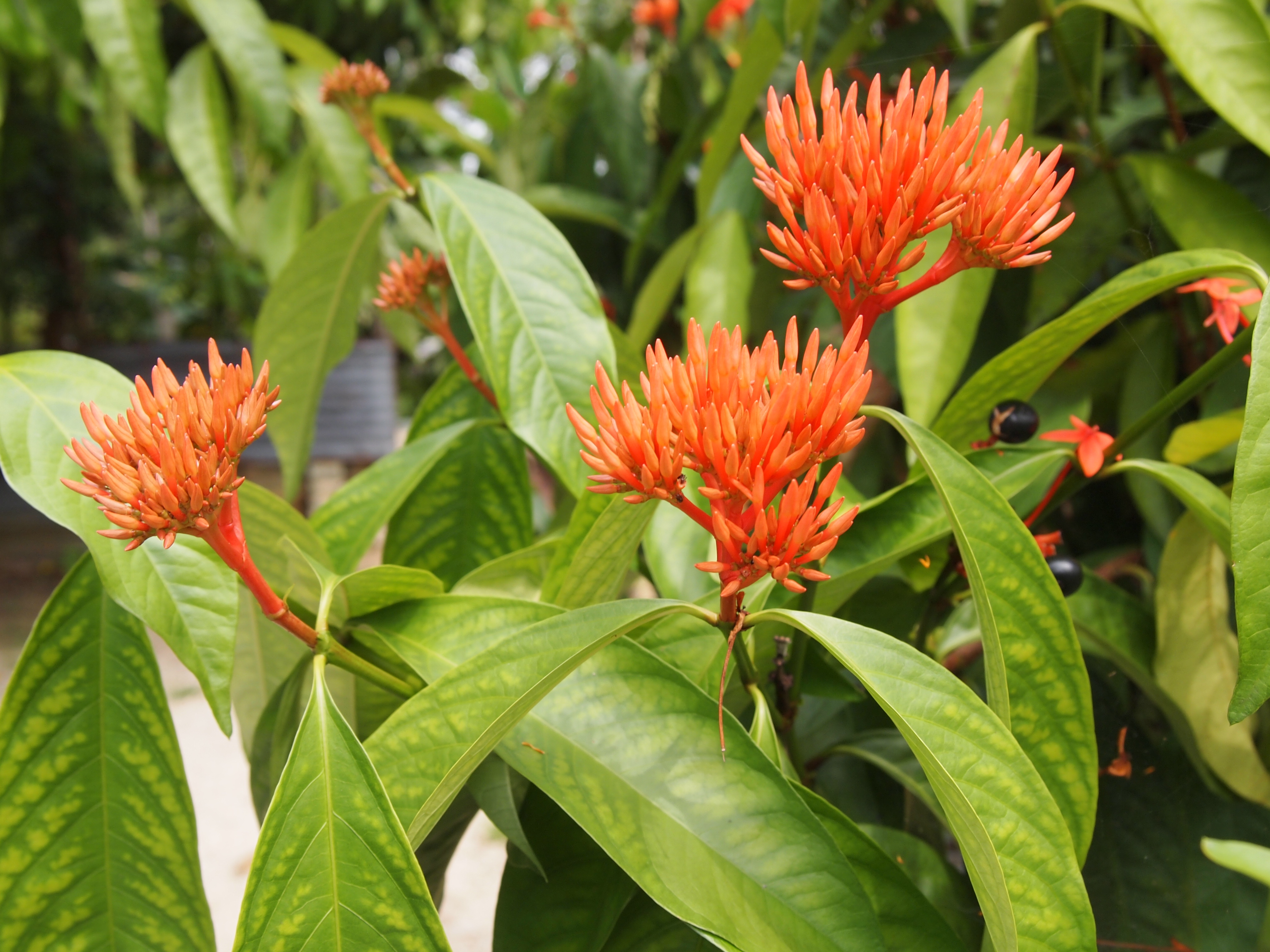
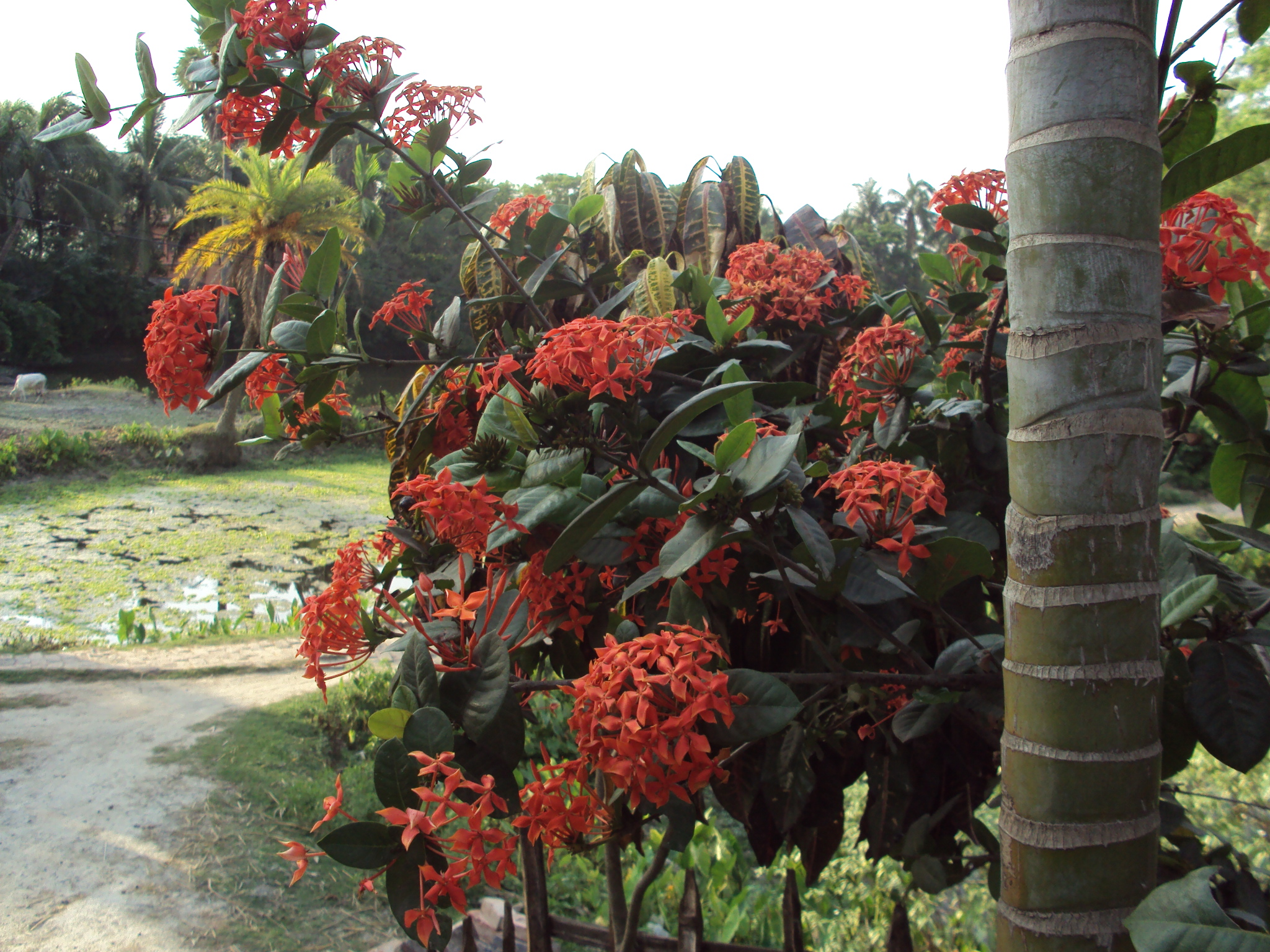
Ixora coccinea